# Rajd Piancavallo 1999
20. Rajd Piancavallo (20. Rally Piancavallo) – 20 edycja rajdu samochodowego Rajdu Piancavallo rozgrywanego we Włoszech. Rozgrywany był od 29 kwietnia do 1 maja 1999 roku. Była to dwunasta runda Rajdowych Mistrzostw Europy w roku 1999 (rajd miał najwyższy współczynnik - 20) oraz trzecia runda Rajdowych Mistrzostw Włoch.

## Klasyfikacja rajdu
| Miejsce                                        | Kierowca                                       | Pilot                                          | Samochód                                       | Czas                                           | Strata                                         |                                                |
| Klasyfikacja generalna, ERC i mistrzostw Włoch | Klasyfikacja generalna, ERC i mistrzostw Włoch | Klasyfikacja generalna, ERC i mistrzostw Włoch | Klasyfikacja generalna, ERC i mistrzostw Włoch | Klasyfikacja generalna, ERC i mistrzostw Włoch | Klasyfikacja generalna, ERC i mistrzostw Włoch | Klasyfikacja generalna, ERC i mistrzostw Włoch |
| ---------------------------------------------- | ---------------------------------------------- | ---------------------------------------------- | ---------------------------------------------- | ---------------------------------------------- | ---------------------------------------------- | ---------------------------------------------- |
| 1.                                             | Paolo Andreucci                                | Giovanni Bernacchini                           | Subaru Impreza S5 WRC '98                      | 3:19:53.2                                      | 0.0                                            |                                                |
| 2.                                             | Andrea Dallavilla                              | Danilo Fappani                                 | Subaru Impreza S5 WRC '98                      | 3:21:13.9                                      | +1:20.7                                        |                                                |
| 3.                                             | Claudio De Cecco                               | Alberto Barigelli                              | Subaru Impreza 555                             | 3:28:33.6                                      | +8:40.4                                        |                                                |
| 4.                                             | Nicola Caldani                                 | Maurizio Barone                                | Toyota Corolla WRC                             | 3:35:16.0                                      | +15:22.8                                       |                                                |
| 5.                                             | Luca Baldini                                   | Massimo Agostinelli                            | Mitsubishi Carisma GT Evo VI                   | 3:36:26.8                                      | +16:33.6                                       |                                                |
| 6.                                             | Marco Gatti                                    | Massimiliano Cerrai                            | Mitsubishi Lancer Evo V                        | 3:36:44.5                                      | +16:51.3                                       |                                                |
| 7.                                             | Alessandro Bruschetta                          | Edoardo Civiero                                | Nissan Sunny GTi                               | 3:36:54.9                                      | +17:01.7                                       |                                                |
| 8.                                             | Adriano Lovisetto                              | Teresita Rebecca                               | Renault Mégane Maxi                            | 3:37:03.3                                      | +17:10.1                                       |                                                |
| 9.                                             | Ettore Baita                                   | Enrico Brazzoli                                | Mitsubishi Carisma GT Evo V                    | 3:37:26.2                                      | +17:33.0                                       |                                                |
| 10.                                            | Giorgio Venica                                 | Cristian Ciani                                 | Renault Clio Williams                          | 3:39:22.7                                      | +19:29.5                                       |                                                |